# Edoardo Amaldi
Edoardo Amaldi (Carpaneto Piacentino, 5 settembre 1908 – Roma, 5 dicembre 1989) è stato un fisico italiano, considerato una delle figure preminenti della fisica italiana nella seconda metà del XX secolo.

## Biografia

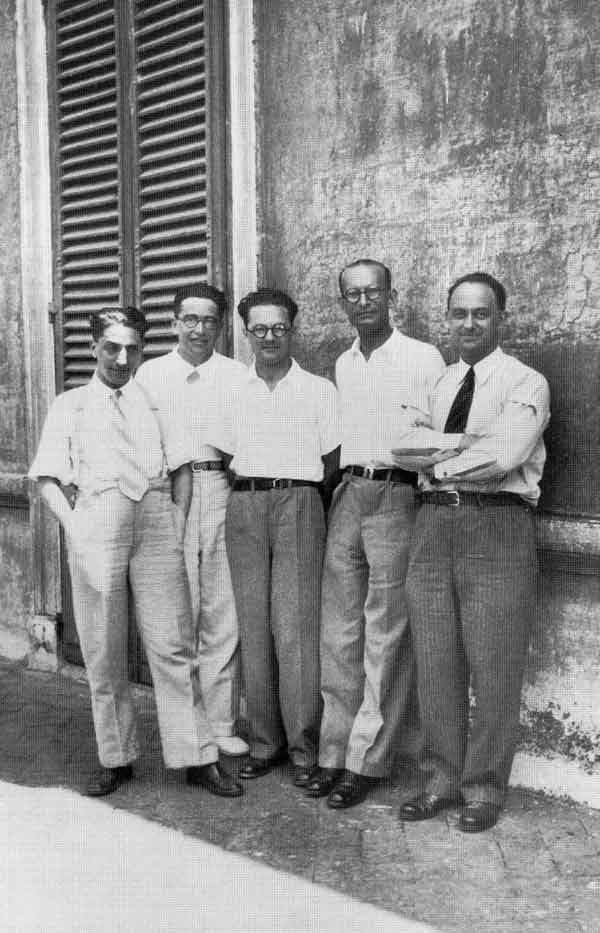
I Ragazzi di via Panisperna, da sinistra: Oscar D'Agostino, Emilio Segrè, Edoardo Amaldi, Franco Rasetti ed Enrico Fermi

Edoardo Amaldi nel 1983 circa

Figlio del matematico Ugo Amaldi e di Luisa Basini, nacque a Carpaneto Piacentino, paese della madre, e studiò a Padova, al liceo Mamiani di Roma e alla Facoltà di Scienze dell'Università "La Sapienza" della capitale.
Fece parte dei Ragazzi di via Panisperna, il gruppo che ottenne risultati fondamentali in fisica nucleare coronati dall'assegnazione del premio Nobel a Fermi nel 1938. In fisica delle particelle diede fondamentali contributi alla determinazione delle caratteristiche dei costituenti della radiazione cosmica e allo studio degli elementi subatomici della materia, promuovendo la realizzazione dei primi acceleratori di particelle in Italia nel secondo dopoguerra. Oltre che nella fisica nucleare e delle particelle, fece avanzati studi sui fenomeni magnetici, elaborando la teoria dei monopoli magnetici e delle onde gravitazionali.
Contribuì in modo decisivo alla creazione dell'Istituto Nazionale di Fisica Nucleare (INFN), del Conseil européen pour la recherche nucléaire (CERN) di Ginevra e dell'Agenzia Spaziale Europea (ESA). Fu segretario generale del CERN negli anni 1952-1954, nonché Presidente dell'INFN e Presidente dell'Accademia Nazionale dei Lincei dal 1988 al giorno della sua scomparsa. Ricoprì per oltre 40 anni la cattedra di Fisica sperimentale all'Università "La Sapienza" di Roma.
Per la sua adesione al Pugwash Conferences on Science and World Affairs, movimento per lo smantellamento delle armi nucleari e all'ISODARCO (International School on Disarmament and Research on Conflicts). è considerato anche un benefattore e operatore umanitario.
Sposò nel 1933 la fisica e scrittrice scientifica Ginestra Giovene, con la quale ebbe quattro figli, il primo dei quali, chiamato Ugo come il nonno paterno, è anch'egli fisico e accademico.

## Archivio "Amaldi"
L'archivio Edoardo Amaldi, attualmente conservato presso il Dipartimento di Fisica de La Sapienza, è composto da due blocchi di documenti relativi ad attività ed impegni di diversa natura.
Il primo è costituito dalla documentazione individuata nello studio di Amaldi e in altri locali, presso l'allora Istituto di Fisica de La Sapienza (846 fascicoli in 196 scatole, anni 1927-1990); il secondo, invece, nasce per donazione – nel 1991 – della famiglia Amaldi al gruppo di ricerca in storia della fisica del Dipartimento di Fisica de La Sapienza (746 fascicoli in 116 scatole, anni 1873-1989).
I documenti del primo nucleo hanno un contenuto prevalentemente scientifico legato alle varie attività saggistiche, didattiche e di impegno civile; si segnala altresì la presenza di corrispondenza strettamente personale e di diari.
Il secondo nucleo, invece, comprende documenti riguardanti l'attività più propriamente scientifica (gruppo di ricerca di Roma, CERN, onde gravitazionali, altre ricerche scientifiche, quaderni di lavoro e diari di viaggio), ulteriori impegni nel civile (su disarmo, sviluppo sostenibile, diritti umani), attività didattiche, istituzionali e di organizzazione della ricerca (politica della ricerca, CNRN-CNEN, CERN, ricerca spaziale), nonché la storia della fisica.

## Riconoscimenti
- Nel 1977 gli è stato assegnato il Premio Francesco Somaini[3].
- Nel 1989 gli è stata assegnata la Medaglia Tate[4].
- Una fondazione, la Fondazione Edoardo Amaldi è a lui dedicata
- La SIGRAV ha istituito la "Medaglia Amaldi" in suo onore[5].
- L'Associazione per l'Insegnamento della Fisica (A.I.F.) insieme con il dipartimento di Fisica dell'Università degli Studi di Roma "La Sapienza" e la Fondazione Edoardo Amaldi hanno istituito un concorso per giovani ricercatori che porta il suo nome.[6]
- Il terzo ATV dell'Agenzia Spaziale Europea è stato battezzato col suo nome[7].
- L'asteroide 18169 Amaldi è stato così nominato in suo onore.
- La Centrale Termoelettrica “La Casella” situata in Castel San Giovanni è stata nominata in suo onore.
- Il Dipartimento di Fisica dell'Università degli Studi Roma Tre è intitolato a suo nome.
- Sono a lui dedicati diversi licei scientifici: a Roma[8], Alzano Lombardo[9], Novi Ligure[10], Santa Maria Capua Vetere[11], Bitetto[12], Barcellona (Spagna)[13], Carbonia ed Orbassano (Torino)[14].

## Opere principali
- Fisica sperimentale 2, Tipo-Litografia Marves, Roma, 1938 (con successive edizioni).
- Esercitazioni di fisica (con Gian Carlo Wick), 2 voll., Tipo-Litografia Romolo Pioda, Roma, 1942.
- Appunti di fisica nucleare (con G.C. Wick), 2 voll., Tipo-Litografia Romolo Pioda, Roma, 1946.
- Fisica generale, Parte II, Libreria Eredi Virgilio Veschi, Roma, 1962 (con successive edizioni e ristampe).[15]
- Fisica Generale. Elettromagnetismo, Relatività, Ottica (con Guido Pizzella e Romano Bizzarri), Zanichelli, Bologna, 1986.[16]
- La fisica per i licei scientifici (con Ginestra Amaldi), 3 voll., Zanichelli, Bologna, 1973 (con successive edizioni).